# La Baume-Cornillane
La Baume-Cornillane ist eine Gemeinde mit 452 Einwohnern (Stand 1. Januar 2022) in der Region Auvergne-Rhône-Alpes in Frankreich. Sie gehört zum Kanton Crest im Département Drôme.

## Geografie
Der Ort liegt 15 Kilometer nördlich von Crest und 18 Kilometer südöstlich von Valence am Ostrand des Rhônetals.

## Bevölkerungsentwicklung
| Jahr                       | 1962 | 1968 | 1975 | 1982 | 1990 | 1999 | 2009 | 2018 |
| Einwohner                  | 240  | 203  | 186  | 245  | 321  | 396  | 448  | 447  |
| Quellen: Cassini und INSEE |      |      |      |      |      |      |      |      |

## Sehenswürdigkeiten
- Protestantische Kirche
- Befestigte Bauernhöfe
- eine aufgegebene Stadt inklusive der Burgruine Château des Cornillans aus dem 12. Jahrhundert.

## Gemeindepartnerschaft
Seit dem Jahr 2000 ist La Baume-Cornillane mit Groß-Bieberau (Hessen) verschwistert.